# Abner W. Sibal
Abner Woodruff Sibal (11 de abril de 1921 - 27 de enero de 2000) fue un político estadounidense miembro de la Cámara de Representantes de los Estados Unidos por el cuarto distrito del Congreso de Connecticut . Sirvió en el cargo desde 1961 hasta 1965. Fue derrotado en 1964. También sirvió como miembro del Senado de Connecticut de 1956 a 1960, y como delegado a la Convención Nacional Republicana de Connecticut en 1964.

## Biografía
Nacido en Ridgewood, Nueva York, Sibal se graduó de Norwalk High School en 1938. Estuvo en la Universidad Wesleyana en 1943, . Licenciado en 1949. Se alistó en el Ejército de los Estados Unidos en marzo de 1943, sirvió en los frentes de Europa y del Océano Pacífico en la Segunda Guerra Mundial y fue dado de baja en septiembre de 1946.
Entró n el Colegio de Abogados de Connecticut en 1949 y en el Colegio de Abogados Federal en 1965. Se desempeñó como fiscal en el Tribunal de la ciudad de Norwalk dede 1951 hasta 1955, y como abogado de la ciudad de Norwalk de 1959 a 1960.
Sibal empezó su carrera política como un miembro del Senado de Connecticut desde 1956 hasta 1960, sirviendo como líder de la minoría los últimos dos años. Sirvió como delegade a cada Connecticut Republican State Convention de 1952 a 1968, y como delegado a la Convención Nacional Republicana.
Sibal fue elegido como republicano para los  87 y 88 Congresos  (3 de enero de 1961 – 3 de enero de 1965). Fue candidato sin éxito a la reelección en 1964 al 89º Congreso. Se desempeñó como asesor general de la Comisión de Igualdad de Oportunidades en el Empleo de 1975 a 1978, antes de reanudar la práctica como abogado. Murió en Alexandria, Virginia, el 27 de enero de 2000.